# Referendum sull'indipendenza di Timor Est del 1999
Il Referendum sull'indipendenza di Timor Est del 1999 fu un referendum per l'indipendenza che si tenne nell'Amministrazione Transitoria delle Nazioni Unite a Timor Est il 30 agosto 1999; ebbe origine il 27 gennaio dello stesso anno per mano di una richiesta da parte di Jusuf Habibie, presidente dell'Indonesia, a Kofi Annan, Segretario generale delle Nazioni Unite, di tenere un referendum, nella quale la provincia indonesiana di Timor Est avrebbe scelto se rendersi indipendente o ottenere una maggiore autonomia nella repubblica indonesiana.
I votanti rifiutarono la proposta di autonomia speciale, portando alla separazione del paese dall'Indonesia, e questo portò a violenze di massa e alla distruzione di alcune infrastrutture nel paese, prima che il Consiglio di sicurezza delle Nazioni Unite ratificò, il 15 settembre, la risoluzione, per la formazione di una forza multinazionale, la INTERFET, incaricata di ripristinare l'ordine e la sicurezza e porre fine alla crisi umanitaria. Alla fine, il Timor Est avrebbe visto la sua indipendenza pienamente riconosciuta il 20 maggio 2002.
Per molti indonesiani (tra cui lo stesso governo), il referendum è chiamato anche sondaggio est-timorese (Jajak pendapat Timor Timur in indonesiano), dal momento che esso era legalmente non vincolante e richiedeva che la dichiarazione dell'Assemblea consultiva popolare (MPR) revocasse la sua precedente dichiarazione del 1978 se la maggioranza degli elettori respingeva la proposta.

## Risultati del voto
I voti presentati presentarono le seguenti opzioni:
1. Acconsenti alla proposta di autonomia speciale di Timor Est nello Stato Unitario della Repubblica di Indonesia?
2. Rifiuti la proposta di autonomia speciale di Timor Est, portando alla separazione di Timor Est dall'Indonesia?

| Scelta                  | Voti    | %     |
| ----------------------- | ------- | ----- |
| Sì                      | 94,388  | 21.50 |
| No                      | 344,580 | 78.50 |
| Voti annullati/assenti  |         | –     |
| Totale                  | 438,968 | 100   |
| Voti registrati         | 451,792 | 98.60 |
| Fonti: UN, The Guardian |         |       |

## Reazioni
L'esito del referendum vide violenze in massa, con tanto di uccisioni e distruzioni indirizzati agli est-timoresi: nel Distretto di Oecusse si registrano almeno 1000 uomini, donne e bambini massacrati immediatamente dopo il referendum. La Commissione internazionale d'inchiesta sul Timor Est, liberata dall'Ufficio delle Nazioni Unite per i Diritti Umani nel gennaio 2000, stabilì che il TNI e le milizie est-timoresi erano complici nelle violenze accadute, in base alle testimonianze dei locali e dello staff delle NU, e concluse che "ebbe una forma di vendetta" e incluse "esecuzioni, violenza di sessi ("le donne erano bersagli sessuali in maniera crudele e sistematic"), distruzione del 60-80% delle proprietà pubbliche e private, danni a circa 70& dei servizi igienici, e migrazione forzata di migliaia di persone nel Timor Ovest". Il rapporto conferma così che la milizia volle colpire per prima per creare l'illusione di un conflitto civile tra gli est-timoresi, e come l'esercito indonesiano fosse "responsabile per intimidazione, terrore, uccisioni e altri atti di violenza" commessi in Timor Est nel 1999.
Il 15 settembre, il Consiglio di sicurezza delle Nazioni Unite dispiegò una forza multinazionale chiamata INTERFET, costituita in gran parte dal personale dell'Australian Defence Force comandata dal Maggiore-Generale Peter Cosgrove, incaricata di ripristinare l'ordine e garantire la pace intestina nella regione. Quando le forze delle UN tornarono in Timor Est il 22 ottobre dopo essere state costrette ad andarsene per salvare i suoi membri, trovarono il territorio distrutto e numerosi dispersi o sopravvissuti terrorizzati tra la popolazione. "Si stima che l'80% delle scuole e delle cliniche siano state distrutte, meno di un terzo della popolazione è rimasta dentro o vicino alle proprie case, i mercati sono stati distrutti e i trasporti sono stati rubati e portati oltre confine o bruciati, mentre le comunicazioni telefoniche erano inesistenti." Gran parte dei professionisti in Timor Est erano in realtà indonesiani o simpatizzanti dell'Indonesia, gran parte dei quali abbandonarono il territorio dopo i risultati del referendum.
La Camera dei rappresentanti del popolo appena eletta accettò il risultato del referendum il 19 ottobre 1999 dichiarando un TAP MPR No. V/MPR/1999, che rinnegava il precedente TAP MPR No. VI/MPR/1978 che formalmente annetteva Timor Est all'Indonesia. Le Nazioni Unite fondarono così un'Amministrazione Transitoria chiamata UNTAET, dissoltasi al maggio 2002, data dell'indipendenza definitiva del Timor Est.

## Galleria d'immagini

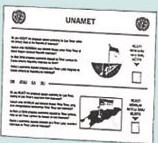
La scheda elettorale
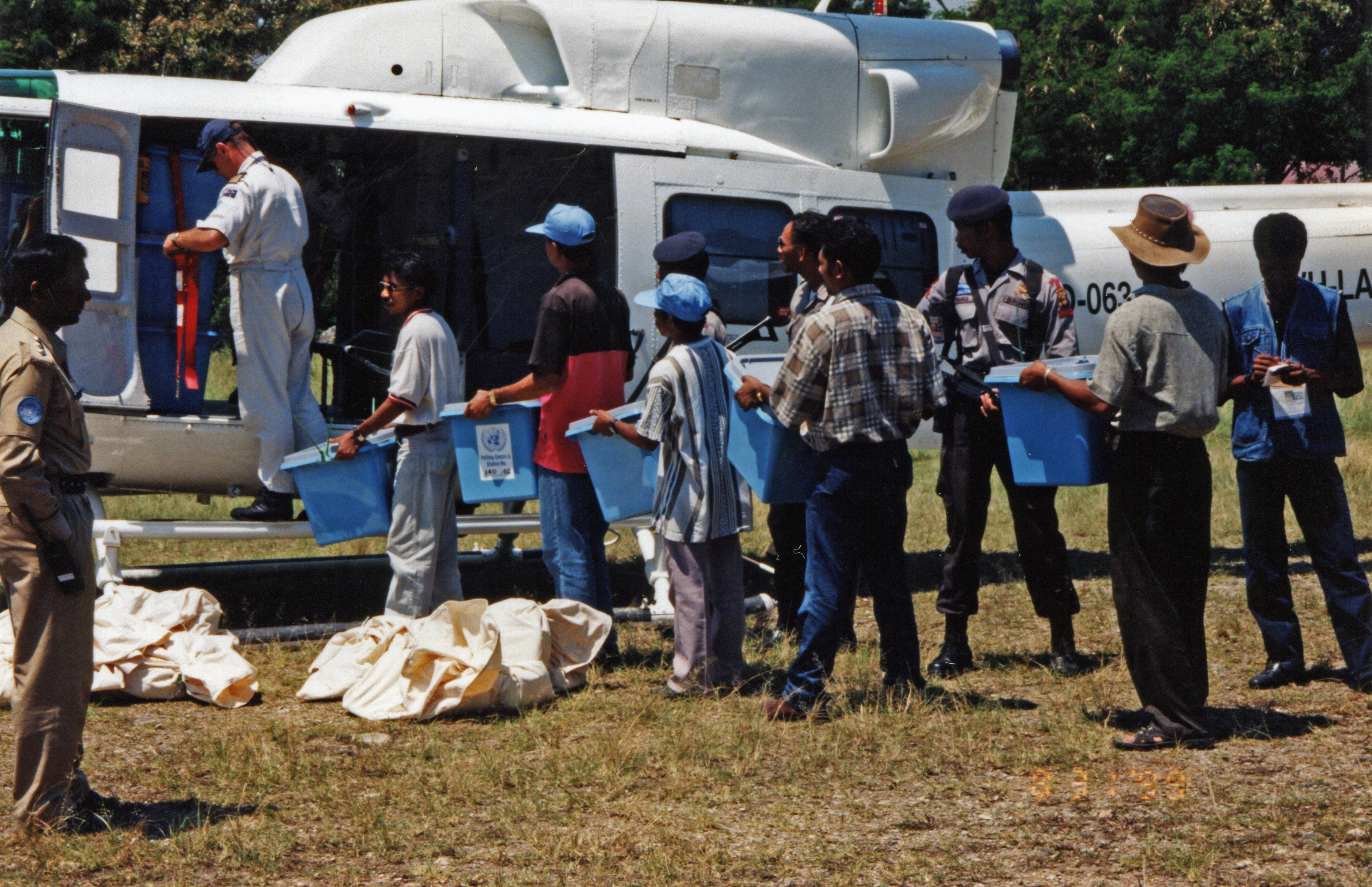
Ufficiali delle NU trasportano le schede elettorali